# Lisakowsk
Lisakowsk (kaz. Лисаков, ros. Лисаковск) – miasto w Kazachstanie, w obwodzie kustanajskim. Położone nad rzeką Toboł w 120 km od stolicy obwodu – miasta Kustanaja – i w 70 km od granicy z Rosją. W miejscowości znajduje mający 400 m średnicy odwrócony pentagram bądź sowiecka czerwona gwiazda. Zostało to wykonane z drzew i alejek parku jeszcze w czasach istnienia ZSRR. Pentagram lub gwiazda nigdy nie zostały ukończone i nie pokryły się czerwonym kwieciem. Wszystko co widać to alejki układające się w kształt odwróconego pentagramu.